# Corynoneura austriaca
Corynoneura austriaca är en tvåvingeart som beskrevs av Jean-Jacques Kieffer 1924. Corynoneura austriaca ingår i släktet Corynoneura och familjen fjädermyggor.
Artens utbredningsområde är Österrike. Inga underarter finns listade i Catalogue of Life.